# Lasher Spur
Der Lasher Spur ist ein Gebirgskamm an der Fallières-Küste des Grahamlands auf der Antarktischen Halbinsel. Er erstreckt sich 6 km ostnordöstlich der Triune Peaks von den Kelvin Crests in nordwestlicher Richtung.
Luftaufnahmen der US-amerikanischen Ronne Antarctic Research Expedition (1947–1948) von 1947, des Falkland Islands Dependencies Survey von 1958 und der United States Navy aus dem Jahr 1966 dienten seiner Kartierung. Das Advisory Committee on Antarctic Names benannte ihn 1977 nach Leutnant William J. Lasher, Kommandant einer LC-130 Hercules bei der Operation Deep Freeze in den Jahren 1969 und 1970.